# Sleepwalk
Sleepwalk je americké fantastické filmové drama. Natočila jej režisérka Sara Driver podle scénáře, na němž spolupracovala s Kathleen Brennan a Lorenzem Mansem. Producentkami filmu jsou Brennan a Driver. Hudbu složil Phil Kline a jedním ze dvou kameramanů je také režisér Jim Jarmusch. Hlavní roli ve filmu hrála Suzanne Fletcher. V dalších rolích se v něm představili například Ann Magnuson, Richard Boes a Steve Buscemi. Natáčení filmu začalo v létě 1985 a skončilo roku 1986.